# Kanton Lyon-VIII
Kanton Lyon-VIII (francouzsky Canton de Lyon-VIII) je francouzský kanton v departementu Rhône v regionu Rhône-Alpes. Zahrnuje část 3. městského obvodu města Lyonu.